# Estación de La Almudena

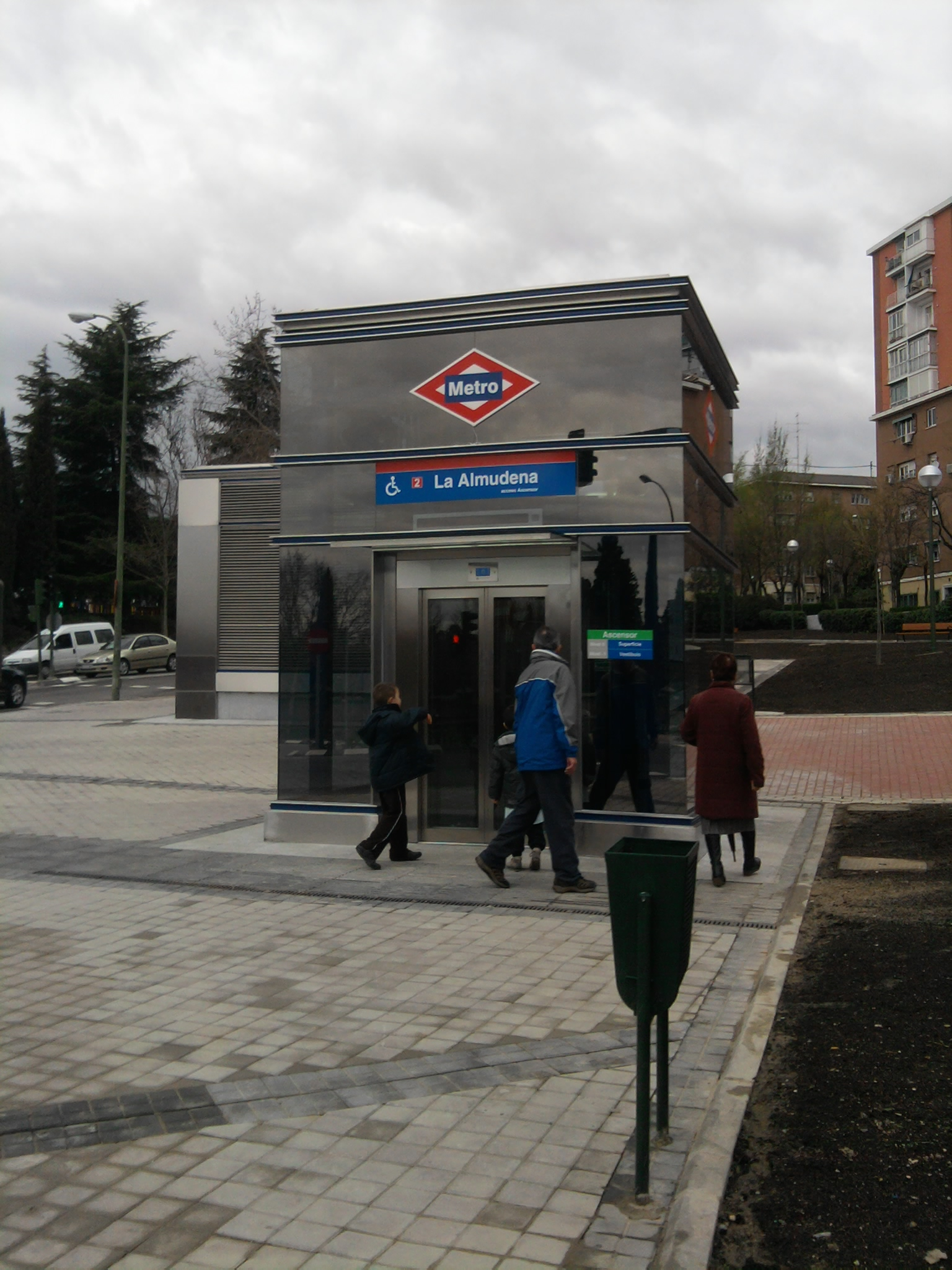
Entrada principal a la estación

La Almudena es una estación de la línea 2 del Metro de Madrid situada en la confluencia de las calles Arriaga y Francisco Largo Caballero con la Avenida de Daroca, en el distrito de Ciudad Lineal.
La estación toma su nombre del Cementerio de la Almudena situado en las inmediaciones de la estación.

## Historia
La estación fue diseñada y construida con el plan de ampliación de la línea 2 de Metro de Madrid 2007-2011. Ésta comenzó a construirse en el mes de diciembre de 2008, con un plazo de finalización de 30 meses, inaugurándose el 16 de marzo de 2011 junto con el tramo entre las estaciones de La Elipa y Las Rosas.

## Accesos
Vestíbulo La Almudena
- Arriaga C/ Arriaga, 75
- Ascensor C/ Arriaga (esquina C/ Francisco Largo Caballero)

## Líneas y conexiones

### Metro
| << cabecera | < estación | línea | estación > | cabecera >>    |
| ----------- | ---------- | ----- | ---------- | -------------- |
| Las Rosas   | Alsacia    |       | La Elipa   | Cuatro Caminos |

### Autobuses
| Diurnos   |                   |                                     |
| Línea     | Destino           | Parada                              |
| 106       | Vicálvaro         | 1084 LARGO CABALLERO-AVENIDA DAROCA |
| 106       | Manuel Becerra    | 1085 AVENIDA DE DAROCA-ARRIAGA      |
| 109       | Ciudad Lineal     | 2996 FERNANDO GABRIEL               |
| 109       | Castillo de Uclés | 2997 FERNANDO GABRIEL               |
| Nocturnos |                   |                                     |
| Línea     | Destino           | Parada                              |
| N7        | Valderrivas       | 1084 LARGO CABALLERO-AVENIDA DAROCA |
| N7        | Cibeles           | 1085 AVENIDA DAROCA-ARRIAGA         |

## Alrededores
La estación se caracteriza por estar situada a pocos metros del Cementerio de La Almudena, concretamente entre la puerta principal y el crematorio del mismo. También a pocos metros de la salida se encuentra el Cementerio Civil de Madrid y el Parque de La Almudena, que se encuentra enfrente del crematorio.